# Maavah
Maavah is een van de bewoonde eilanden van het Laamu-atol behorende tot de Maldiven.

## Demografie
Maavah telt (stand september 2007) 844 vrouwen en 870 mannen.